# Zofia (księżna Edynburga)
Zofia, księżna Edynburga z domu Rhys-Jones (Sophie Helen Rhys-Jones, ur. 20 stycznia 1965 w Oksfordzie) – od 1999 członkini brytyjskiej rodziny królewskiej jako żona Edwarda, księcia Edynburga.

## Powiązania rodzinne i edukacja
Zofia Helena Rhys-Jones urodziła się 20 stycznia 1965 w szpitalu Radcliffe Infirmary w Oksfordzie.
Jej rodzicami są Christopher Bournes Rhys-Jones, sprzedawca samochodów i jego żona, Mary Rhys-Jones z domu O'Sullivan, sekretarka, zmarła w sierpniu 2005 po krótkiej chorobie.
Jej dziadkami byli ze strony ojca Theophilus Rhys-Jones (ur. 1902, zm. 29 grudnia 1959) i jego żona, Margaret Patricia Newall Bettany (ur. 17 marca 1904, zm. 20 marca 1985), natomiast ze strony matki Cornelius Thomas O'Sullivan (ur. 1897, zm. 1939) i jego żona, Doris Emma Stokes (ur. 1901).
Ma starszego brata, Davida Rhys-Jones.

### Religia
Została ochrzczona w kościele anglikańskim. Jednym z jej ojców chrzestnych był aktor Thane Bettany, przybrany brat jej ojca.

### Edukacja
Rodzina Rhys-Jones przeprowadziła się z Oksfordu do hrabstwa Kent, gdzie Zofia rozpoczęła naukę w Dulwich College Preparatory School w Cranbrook. Następnie uczęszczała do żeńskiej szkoły Kent College School for Girls w Pembury. Edukację zakończyła w West Kent College w Tonbridge.
W trakcie nauki Zofia brała udział w zawodach sportowych, reprezentując szkołę w takich dyscyplinach jak siatkówka, hokej na trawie, gimnastyka czy pływanie. Wśród jej zainteresowań były również balet i aktorstwo.

## Kariera zawodowa
Po ukończeniu szkoły rozpoczęła pracę w branży public relations. Przez pięć lat pracowała w londyńskim Capital Radio w dziale promocji, a także w The Quentin Bell Organisation oraz MacLaurin Communications & Media.
W 1996 założyła firmę RJH Public Relations, którą prowadziła wspólnie z partnerem biznesowym przez ponad pięć lat. W marcu 2002 zrezygnowała ze stanowiska prezesa agencji, by poświęcić się obowiązkom królewskim. Firma przestała istnieć w 2006.

## Życie prywatne

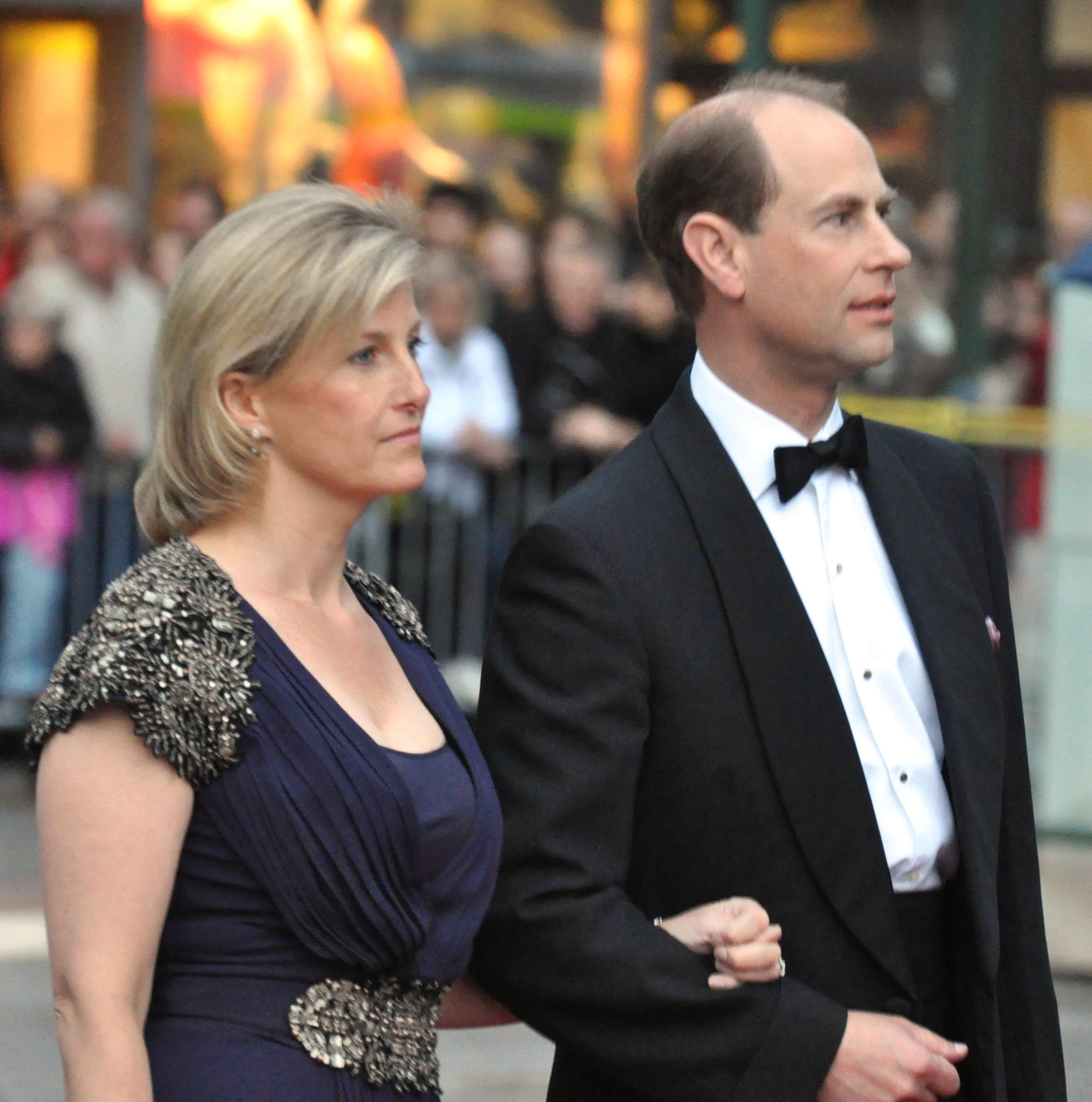
Hrabina Zofia z mężem (2010)

W 1993 roku w czasie turnieju tenisowego Real Tennis Challenge Zofia poznała księcia Edwarda, najmłodszego syna Filipa, księcia Edynburga i Elżbiety II, królowej Zjednoczonego Królestwa. Pałac Buckingham ogłosił ich zaręczyny 6 stycznia 1999.
19 czerwca królowa nadała swojemu synowi tytuł hrabiego Wessexu (w przeciwieństwie do jego starszych braci, którzy z okazji ślubu otrzymali tytuły książęce). Ceremonia zaślubin miała miejsce tego samego dnia w Kaplicy Świętego Jerzego na Zamku Windsor. Rodzina królewska zdecydowała się na prywatną uroczystość, biorąc pod uwagę niedawną śmierć księżnej Walii oraz rozwody całej trójki rodzeństwa księcia Edwarda po hucznych ślubach i weselach. Zofia otrzymała tytuł Jej Królewskiej Wysokości Hrabiny Wessexu. Małżonkowie spędzili swój miesiąc miodowy w Balmoral.
Para książęca zamieszkała w Bagshot Park w Surrey.
6 grudnia 2001 hrabina zasłabła w swoim domu w Surrey i została przetransportowana helikopterem do Szpitala Króla Edwarda VII w Londynie, gdzie przeszła zabieg usunięcia ciąży pozamacicznej. Zofia była w szóstym tygodniu ciąży, a o tym fakcie nie wiedział nikt spośród członków rodziny królewskiej. 10 grudnia została wypisana ze szpitala.
6 maja 2003 rodzina królewska ogłosiła oficjalnie ciążę hrabiny. Narodziny dziecka zaplanowane były na grudzień tego roku, ale 8 listopada doszło do przedwczesnego odklejenia łożyska i Zofia została przewieziona karetką pogotowia do Frimley Park NHS Hospital w Surrey. Tam wykonano w trybie pilnym cesarskie cięcie, w wyniku którego na świat przyszła córka pary książęcej. Dziewczynka została przewieziona do oddziału neonatologicznego Szpitala Świętego Jerzego. Książę Edward był w tym czasie z oficjalną wizytą na Mauritiusie i nie zdążył na poród żony. Zofia opuściła szpital 19 listopada, natomiast dziecko zostało wypisane 23 listopada. 26 listopada ogłoszono imiona dziecka: Ludwika Alicja Elżbieta Maria.
2 lipca 2007 podano informację o kolejnej ciąży 42-letniej Zofii. 17 grudnia 2007 we Frimely Park NHS Hospital drogą cesarskiego cięcia urodził się syn pary książęcej, Jakub Aleksander Filip Teodor, wicehrabia Severn. Jego imiona ogłoszono 21 grudnia.
Ludwika i Jakub są wnukami brytyjskiego monarchy w linii męskiej i w związku z tym przysługuje im używanie predykatu Ich Królewskich Wysokości oraz tytułów książąt Zjednoczonego Królestwa. Jednak zgodnie z życzeniem ich rodziców, tytułowane są jak dzieci hrabiego (odpowiednio lady Windsor i wicehrabia Severn - drugi z tytułów księcia Edwarda), a nie jak dzieci księcia. To powoduje również, że nie są formalnie członkami brytyjskiej rodziny królewskiej, a prywatnymi osobami. Decyzja podyktowana była głównie nikłymi szansami na objęcie przez nich w przyszłości tronu.
5 lipca 2017 helikopter z hrabiną na pokładzie w ostatniej chwili uniknął zderzenia z szybowcem. Pasażerowie nie odnieśli obrażeń.
W czerwcu 2018 rodzina Wessexów przeprowadziła się z Pałacu Buckingham do Pałacu Świętego Jakuba w Londynie.

## Członkini rodziny królewskiej
Jako żona brytyjskiego księcia, Zofia uprawniona jest do używania predykatu Jej Królewskiej Wysokości. Od 2023 nosi tytuł księżnej Edynburga, wcześniej tytułowana była jako hrabina Wessexu (od 1999) i hrabina Forfar (od 2019).
Zaangażowana jest w działalność publiczną i charytatywną. Reprezentuje brytyjskiego monarchę w oficjalnych wystąpieniach.

### Hrabina Wessexu
W czerwcu 2005, czerwcu 2009, wrześniu 2014 i czerwcu 2016 Zofia i Edward przebywali na dyplomatycznych wyjazdach w Kanadzie.
W marcu 2012 para książęca złożyła wizytę na Wyspach Kanaryjskich, a w czerwcu w Gibraltarze.
We wrześniu 2013 i w kwietniu 2019 hrabina odwiedzała Indie.
Wiosną 2013 pojechała do Czech; w czerwcu odwiedziła Bułgarię, Rumunię i Słowenię; natomiast w październiku Republikę Południowej Afryki.
W marcu 2014 hrabina złożyła wizyty dyplomatyczne na Barbadosie i Jamajce.
W lutym 2015 hrabia i hrabina Wessexu przebywali w Finlandii, natomiast w listopadzie Zofia odwiedziła w Nowym Jorku miejsce upamiętniające ofiary zamachów terrorystycznych na World Trade Center z 11 września 2001.
W marcu 2017 promowała w Malawi równość płci i dostęp dziewcząt do edukacji; w maju udała się do Estonii; w październiku do Brunei, a w listopadzie w czasie wyprawy do Bangladeszu promowała profilaktykę ślepoty.
W lutym 2018 hrabia i hrabina Wessexu wzięli udział w obchodach 70. rocznicy odzyskania niepodległości przez Sri Lankę.
20 września 2018 złożyła oficjalną wizytę na wyspie Wight.
W październiku 2018 razem z mężem pojechała na Litwę, Łotwę i Estonię, by celebrować setną rocznicę odzyskania niepodległości przez te państwa.
19 czerwca 2019 po raz pierwszy odwiedziła Liban. Spotkała się z syryjskimi rodzinami, korzystającymi z pomocy Wielkiej Brytanii i odwiedziła ambasadę brytyjską w Bejrucie.
19 września udała się z dwudniową wizytą do Nairobi, a jej tematem było zapobieganie przemocy wobec dziewcząt, edukacja kobiet i równość płci.
W styczniu 2010 została odznaczona Royal Victorian Order przez królową Elżbietę II.
W marcu 2015 reprezentowała rodzinę królewską w czasie ponownego pogrzebu króla Ryszarda III w katedrze św. Marcina w Leicesterze.
We wrześniu 2016 przemierzyła rowerem liczącą 445 mil trasę z pałacu Holyroodhouse w Szkocji do Pałacu Buckingham w Londynie, aby zebrać pieniądze na rzecz fundacji księcia Edynburga.
W styczniu 2019 została patronem Thames Valley Air Ambulance, a w maju przejęła od swojego teścia funkcję królewskiego patrona Chartered Management Institute.
9 kwietnia 2021 zmarł Filip, książę Edynburga. Zofia wraz ze swoją rodziną wzięła udział w spacerze w Windsorze, w czasie którego spotkała się z poddanymi i oglądała pozostawione przez nich pamiątki, a 17 kwietnia była gościem uroczystości pogrzebowych na zamku Windsor.
W lipcu 2021 przejęła funkcję królewskiego patrona organizacji Guide Dogs od księżniczki Aleksandry, pani Ogilvy, natomiast we wrześniu została królewskim patronem fundacji charytatywnej OSCAR International.
W styczniu 2022 udała się do Kataru w ramach współpracy z fundacją charytatywną Orbis, zajmującą się problemem utraty wzroku; hrabina była globalnym ambasadorem Międzynarodowej Agencji Prewencji Ślepoty.
29 marca 2022 była gościem ceremonii dziękczynnej w opactwie westminsterskim za życie jej teścia, Filipa, księcia Edynburga.
W kwietniu 2022 razem z mężem reprezentowali królową w czasie tygodniowej wizyty na Karibach. Odwiedzili Antiguę i Barbudę, Saint Lucię oraz Saint Vincent i Grenadyny.
W czerwcu 2022 wzięła udział w obchodach 70-lecia panowania Elżbiety II.
8 września 2022 w Balmoral zmarła królowa Elżbieta II. Po usłyszeniu informacji o pogarszającym się stanie zdrowia monarchini hrabina z mężem udali się do Szkocji, ale dotarli tam już po śmierci Elżbiety. 10 września Zofia razem z członkami rodziny królewskiej uczestniczyła w spacerze w Balmoral, w czasie którego spotkała się z poddanymi i oglądała pozostawione przez nich pamiątki. Towarzyszyła swojemu mężowi i dzieciom w czasie czuwania dzieci, a następnego dnia wnuków przy trumnie królowej w Westminster Hall.
17 września spotkała się z poddanymi przez Pałacem Buckingham, a 19 września wzięła udział w pogrzebie królowej Elżbiety II w opactwie westminsterskim.
Nowym monarchą został szwagier Zofii, król Karol III.

### Księżna Edynburga
10 marca 2023, w dniu 60. urodzin, mąż Zofii, Edward, otrzymał od swojego brata tytuł księcia Edynburga, noszony poprzednio przez ich ojca, księcia Filipa. Tym samym Zofia stała się Jej Królewską Wysokością Księżną Edynburga.
6 maja 2023 wzięła udział w ceremonii koronacji króla Karola III i królowej Kamili w opactwie westminsterskim.
W czerwcu 2023 została Damą Wielkiego Krzyża Orderu Świętego Jana w czasie ceremonii, której przewodniczył Ryszard, książę Gloucester; decyzję o nadaniu jej odznaczenia podjęła królowa Elżbieta II w kwietniu 2022.
We wrześniu 2023 reprezentowała brytyjską rodzinę królewską w uroczystościach pogrzebowych byłego prezydenta Włoch, Giorgio Napolitano w Rzymie. W tym samym miesiącu otrzymała dwie nowe honorowe role militarne od króla Karola III - została Royal Colonel of the Queen's Own Yeomanry (funkcja pełniona wcześniej przez króla) i Colonel-in-Chief of The Royal Irish Regiment (funkcja pełniona wcześniej przez Andrzeja, księcia Yorku).
W listopadzie 2023 uczestniczyła w oficjalnej wizycie do Wielkiej Brytanii prezydenta Korei Południowej, Yoon Suk-yeol i jego małżonki, Kim Keon-hee.
W marcu 2024 razem ze swoją szwagierką, księżniczką Anną w imieniu króla przyjęły na przyjęciu w Pałacu Buckingham weteranów wojny koreańskiej.
29 kwietnia 2024 została pierwszą członkinią brytyjskiej rodziny królewskiej, która odwiedziła ogarniętą wojną Ukrainę. Księżna oddała hołd ofiarom zbrodni w Buczy, a także spotkała się z prezydentem Wołodymyrem Zełenskim i pierwszą damą, Ołeną Zełenśką.

### Związki z innymi rodzinami królewskimi
Reprezentowała brytyjską rodzinę królewską podczas ceremonii zaślubin: 
- księcia Konstantyna z Holandii z Laurentien Brinkhorst (Haga, 2001)[68]

- Haakona, księcia koronnego Norwegii z Mette-Marit Tjessem Høiby (Oslo, 2001)[69]

- Wilhelma-Aleksandra, księcia Oranii z Maksymą Zorreguiettą (Amsterdam, 2002)[70]

- księżniczki Marty Ludwiki z Norwegii z Arim Behnem (Trondheim, 2002)[71]

- Fryderyka, księcia koronnego Danii z Marią Donaldson (Kopenhaga, 2004)[72]

- Wiktorii, księżnej koronnej Szwecji z Danielem Westlingiem (Sztokholm, 2010)[73]

- Alberta II, księcia Monako z Charlene Wittstock (Monako, 2011)[74]

- Wilhelma, dziedzicznego wielkiego księcia Luksemburga z hrabianką Stefanią de Lannoy (Luksemburg, 2012)[75]

- Magdaleny, księżnej Hälsinglandu i Gästriklandu z Krzysztofem O'Neill (Sztokholm, 2013)[76]

- Karola Filipa, księcia Värmlandu z Zofią Hellqvist (Sztokholm, 2015)[77].

### Patronaty
Jest patronką ponad 70 instytucji i organizacji, między innymi:
- 100 Women in Finance – organizacja wspierająca rozwój karier zawodowych kobiet; Zofia pełni funkcję globalnego ambasadora[78];
- Awareness Foundation – organizacja walcząca z nietolerancją religijną[79];
- Blind Veterans – wspomaga wojskowych, którzy utracili wzrok[80];
- Brainwave – fundacja pomagająca dzieciom z zaburzeniami rozwoju[81];
- Breast Cancer Haven – fundacja wspierająca osoby cierpiące na raka piersi; Zofia pełni funkcję prezydenta, a królewskim patronem organizacji jest książę Walii[82];
- Brendoncare Foundation – organizacja wspierająca osoby starsze i wspomagająca rozbudowę domów opieki[83];
- British Bobsleigh & Skeleton Association[84];
- British Cycling Federation[85];
- British Wheelchair Basketball[86];
- Caring For Life – organizacja wspierająca osoby bezdomne[87];
- Central School of Ballet[88];
- Chartered Management Institute – przejęła ten patronat w maju 2019 od księcia Edynburga; organizacja skupia się na równości w zatrudnieniu niezależnie od płci i na poprawie warunków pracy[89];
- Childline – linia telefoniczna dla dzieci i młodych osób potrzebujących pomocy[90];
- David Lewis Centre – brytyjskie centrum leczenia padaczki[91];
- Disability Initiative – fundacja wspierająca osoby niepełnosprawne[92];
- England Hockey[93];
- Friends of the Royal London Hospital[94];
- International Agency for the Prevention of Blindness (IAPB) – globalny ambasador;
- Leeds Children's Hospital[95];
- London College of Fashion – hrabina została pierwszym królewskim patronem tej szkoły w marcu 2013[96];
- Meningitis Now – organizacja promująca wiedzę na temat chorób wywoływanych przez meningkokoki[97];
- National Society for the Prevention of Cruelty to Children – narodowa organizacja zapobiegania okrucieństwu wobec dzieci[98];
- Remus Memorial Horse Sanctuary – miejsce zajmujące się leczeniem chorych zwierząt[99];
- Royal College of Obstetricians and Gynaecologists – ośrodek szkolący położników i ginekologów; współpatronami szkoły są księżna Gloucester, księżniczka królewska i księżniczka Aleksandra[100];
- Royal College of Speech and Language Therapists - ośrodek szkolący logopedów i terapeutów mowy[101];
- Royal Mencap Society – organizacja wspierająca osoby, mające trudności w nauce[102];
- Shooting Star Chase – organizacja wspierająca rodziców śmiertelnie chorych dzieci[103];
- Thames Vallery Air Ambulance – objęła patronatem w styczniu 2019; Zofia wspierała organizację od wielu lat w związku z pomocą, jaką otrzymała od pogotowia lotniczego w czasie komplikacji zdrowotnych, jakich doznała w 2001[104];
- The Duke of Edinburgh's International Award Foundation – międzynarodowa nagroda imienia księcia Edynburga; Zofia pełni funkcję globalnego ambasadora, natomiast jej mąż jest prezesem[105];
- The Earl and Countess of Wessex Charitable Trust – fundacja hrabiego i hrabiny Wessexu, wspierająca młodych ludzi;
- The National Autistic Society – narodowa fundacja pomagająca osobom z autyzmem;
- The Queen Elizabeth Diamond Jubilee Trust – fundacja powstała z okazji diamentowanego jubileuszu panowania królowej Elżbiety II; Zofia pełni funkcję wicepatrona[106];
- The Royal Agricultural Society of England – organizacja wspierająca brytyjskie rolnictwo; hrabina Wessexu pełni funkcję członka zarządu, razem z księciem Edynburga i księciem Walii; natomiast patronem pozostaje królowa[107];
- The Scar Free Foundation – fundacja wspomagająca osoby oszpecone[108];
- The Wallace Collection Foundation – londyńskie muzeum, posiadające w swojej kolekcji obrazy, porcelanę i meble[109];
- Toronto General & Western Hospital – kanadyjski szpital, specjalizujący się w opiece kardiologicznej i transplantologii[110];
- Transform Housing & Support – organizacja wspierająca słabsze osoby w rozpoczynaniu samodzielnego życia[111];
- Treloar Trust – organizacja wspierająca osoby niepełnosprawne[112];
- Ubunye Foundation – fundacja wspomagająca kraje afrykańskie[113];
- Women's Network Forum – hrabina pełni funkcję prezesa[114].

## Genealogia

### Przodkowie
| Osoba                                            | Rodzice                                     | Dziadkowie                                   | Pradziadkowie                              |
| Zofia, księżna Edynburga z d. Rhys-Jones (1965-) | Christopher Rhys-Jones (1931-)              | Theophilus Rhys-Jones (1902-1959)            | Theophilus Rhys-Jones (1871-?)             |
| Zofia, księżna Edynburga z d. Rhys-Jones (1965-) | Christopher Rhys-Jones (1931-)              | Theophilus Rhys-Jones (1902-1959)            | Sarah Rhys-Jones z d. Tait (1881-1972)     |
| Zofia, księżna Edynburga z d. Rhys-Jones (1965-) | Christopher Rhys-Jones (1931-)              | Margaret Bettany z d. Molesworth (1904-1985) | Lawrence Molesworth (1864-1941)            |
| Zofia, księżna Edynburga z d. Rhys-Jones (1965-) | Christopher Rhys-Jones (1931-)              | Margaret Bettany z d. Molesworth (1904-1985) | Anna Molesworth z d. Bournes (1861-1933)   |
| Zofia, księżna Edynburga z d. Rhys-Jones (1965-) | Mary Rhys-Jones z d. O'Sullivan (1934-2005) | Cornelius O'Sullivan (1897-1939)             | Michael O'Sullivan (1868-1950)             |
| Zofia, księżna Edynburga z d. Rhys-Jones (1965-) | Mary Rhys-Jones z d. O'Sullivan (1934-2005) | Cornelius O'Sullivan (1897-1939)             | Mary O'Sullivan z d. O'Connor' (1863-1940) |
| Zofia, księżna Edynburga z d. Rhys-Jones (1965-) | Mary Rhys-Jones z d. O'Sullivan (1934-2005) | Doris O'Sullivan z d. Stokes (1901-1984)     | George Stokes (1877-?)                     |
| Zofia, księżna Edynburga z d. Rhys-Jones (1965-) | Mary Rhys-Jones z d. O'Sullivan (1934-2005) | Doris O'Sullivan z d. Stokes (1901-1984)     | Emma Stokes z d. Saunders (1877-?)         |

### Potomkowie
| Dzieci                                   | Wnuki | Prawnuki |
| lady Ludwika Mountbatten-Windsor (2003–) |       |          |
| Jakub, hrabia Wessexu (2007–)            |       |          |

## Tytuły
Po ślubie z księciem Edwardem otrzymała tytuł Jej Królewskiej Wysokości Hrabiny Wessexu, Wicehrabiny Severn. Królowa Elżbieta II ogłosiła również, że Edward przejmie tytuł księcia Edynburga po śmierci swoich rodziców. 13 marca 2019, z okazji 55. urodzin księcia, królowa nadała mu dodatkowy tytuł hrabiego Forfar, którego może używać w czasie pobytu w Szkocji.
10 marca 2023 król Karol III nadał Edwardowi tytuł księcia Edynburga, w związku z czym Zofia została Jej Królewską Wysokością Księżną Edynburga.